# Wudingshan Xiang
Wudingshan Xiang (kinesiska: 五顶山, 五顶山乡) är en socken i Kina. Den ligger i provinsen Yunnan, i den sydvästra delen av landet, omkring 190 kilometer väster om provinshuvudstaden Kunming. Antalet invånare är 9 964. Befolkningen består av 4 911 kvinnor och 5 053 män. Barn under 15 år utgör 19,0 %, vuxna 15-64 år 70 %, och äldre över 65 år 9,0 %.
Genomsnittlig årsnederbörd är 979 millimeter. Den regnigaste månaden är juli, med i genomsnitt 213 mm nederbörd, och den torraste är januari, med 10 mm nederbörd.